# Betreuungsgesetz
Das Gesetz zur Reform des Rechts der Vormundschaft und Pflegschaft für Volljährige (Betreuungsgesetz – BtG) vom 12. September 1990, welches das gesamte seit dem 1. Januar 1992 geltende Betreuungsrecht enthält, existiert nicht mehr als eigenständiges Gesetz. Dennoch wird (auch in der Fach-)Öffentlichkeit immer noch vom Betreuungsgesetz gesprochen, wenn eigentlich das Betreuungsrecht, also die §§ 1896 ff. BGB gemeint sind.

## Artikelgesetz
Bei dem Betreuungsgesetz handelte es sich um ein so genanntes Artikelgesetz; d. h., es wurden mehrere andere Gesetze durch dieses Gesetz geändert.
Beim Betreuungsgesetz wurden rund 300 Paragrafen in etwa 50 Gesetzen geändert. Der Schwerpunkt lag beim materiell-rechtlichen Teil im Bereich des Bürgerlichen Gesetzbuches (BGB), in dessen 4. Buch (Familienrecht) das Kapitel über Vormundschaften für Volljährige gestrichen und durch die §§  1896–1908 i BGB, die das materielle Betreuungsrecht enthalten, ersetzt wurde.

## Verfahrensrecht
Im formell-rechtlichen Teil ging es um das gerichtliche Verfahren, das vorher zum Teil in der Zivilprozessordnung (ZPO) bezüglich des Entmündigungsverfahrens, z. T. im damals geltenden Gesetz über die freiwillige Gerichtsbarkeit (FGG) zur Gebrechlichkeitspflegschaft enthalten war. Das ZPO-Entmündigungsverfahren wurde zugunsten eines einheitlichen Betreuungsverfahrens nach dem damaligen FGG (§§ 65 ff. FGG) abgelöst, an dessen Stelle inzwischen das FamFG getreten ist.

## Unterbringungsrecht
Außerdem wurde das Unterbringungsrecht, und zwar sowohl für Unterbringungen Minderjähriger sowie Volljähriger, für die ein Betreuer bestellt ist, als auch für psychisch Kranke aufgrund der Landesgesetze (PsychKGe), vereinheitlicht. Das Unterbringungsverfahren wurde in den §§ 70 ff. FGG geregelt.

## Folgeänderungen
Außerdem wurden zahlreiche Gesetze sowohl aus dem Zivilrecht sowie dem öffentlichen Recht an das BtG angepasst. Oft ging es dabei nur um geringfügige Änderungen in der Gesetzesterminologie, zum Teil aber auch um wichtige Themen. So wurde zwar das Wahlverbot abgeschafft, das vorher für entmündigte und unter Pflegschaft stehende Personen galt, bei einer Betreuung für alle Angelegenheiten ein Ausschluss vom Wahlrecht aber eingeführt.

## Sterilisation
Seit Inkrafttreten des Betreuungsgesetzes hat ein gesetzlicher Vertreter nicht mehr das Recht, kraft seines Amtes die Sterilisation der betreuten Person zu veranlassen. Wenn eine betreute Person sterilisiert werden soll, ist für diesen Vorgang ein separater Sterilisationsbetreuer zu bestellen (§ 1899 Abs. 2 BGB).

## Betreuungsbehördengesetz
Ein neues Gesetz war im BtG enthalten: das Betreuungsbehördengesetz (BtBG), das die Aufgaben der Betreuungsbehörde regelte und die bis dahin geltende Zuständigkeit des Jugendamtes (nach dem früheren Jugendwohlfahrtsgesetz bzw. das seit 1990 geltende KJHG, siehe also SGB VIII) auch für entmündigte Volljährige beendete.

## Übergangsrecht
Die Übergangsvorschriften (Art. 9 und 10) regelten u. a. die Überleitung der bisherigen Vormundschaften und Pflegschaften in Betreuungen und deren Überprüfung bis spätestens 31. Dezember 2001, die Streichung der Eintragungen im Bundeszentralregister, die Streichung der Wahlausschlüsse der Personen unter Gebrechlichkeitspflegschaft. Da alle diese Regelungen durch Zeitablauf erledigt waren, wurden sie durch das o. g. Gesetz vom 19. April 2006 gestrichen.

## Landesbestimmungen
In Kraft bleiben die Landesausführungsgesetze zum BtG, zumal die Ermächtigungsgrundlage dazu nicht das BtG selbst war (wie die Gesetzestitel suggerieren), sondern einzelne Bestimmungen, die innerhalb des BtG enthalten waren (z. B. § 1908f BGB, § 1 und § 2 Betreuungsbehördengesetz usw.).